# Paracaleana minor
Paracaleana minor là một loài thực vật có hoa trong họ Lan. Loài này được (R.Br.) Blaxell mô tả khoa học đầu tiên năm 1972.

## Hình ảnh

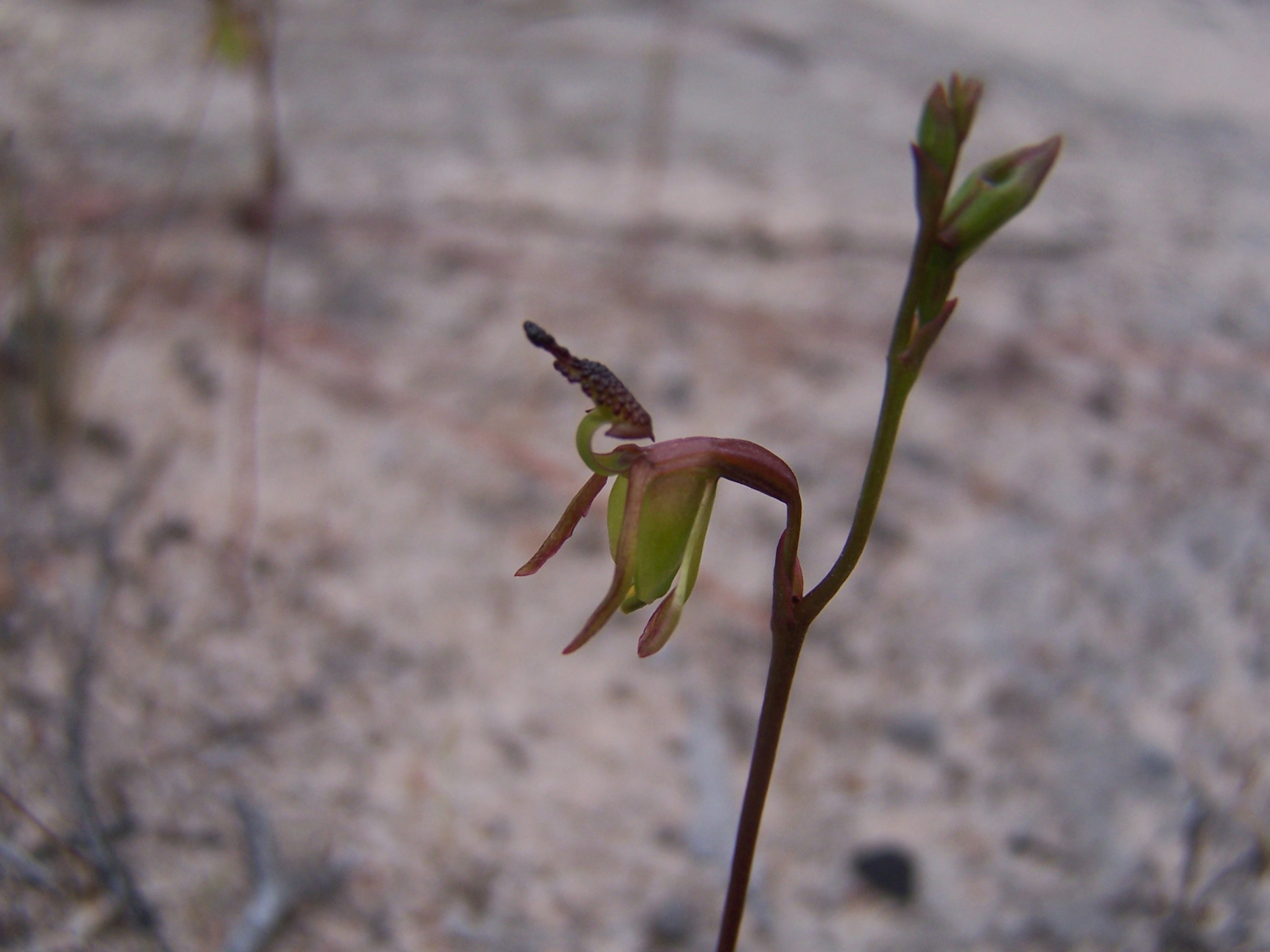